# Toxorhynchites theobaldi
Toxorhynchites theobaldi är en tvåvingeart som först beskrevs av Dyar och Frederick Knab 1906.  Toxorhynchites theobaldi ingår i släktet Toxorhynchites och familjen stickmyggor. Inga underarter finns listade i Catalogue of Life.